# Zurobata constellata
Zurobata constellata là một loài bướm đêm trong họ Erebidae.